# Tamsin Egerton
Tamsin Olivia Egerton (Hampshire, 26 novembre 1988) è un'attrice e modella inglese.

## Biografia
Tamsin Egerton inizia presto la sua carriera d'attrice, nel 2001 a 13 anni, con il ruolo di Morgana bambina nella miniserie televisiva Le nebbie di Avalon di Uli Edel. È soprattutto conosciuta per il ruolo di Holly Goodfellow in La famiglia omicidi e quello di Chelsea Parker in  St. Trinian's e in St.Trinian's 2 - La leggenda del tesoro segreto. Nel 2011 interpreta Ginevra nella serie televisiva Camelot.

## Vita privata
Nel 2012 inizia una relazione con l'attore Josh Hartnett. Nel novembre 2015 nasce a Londra la prima figlia della coppia , nell'agosto 2017 l'attrice dà alla luce il secondogenito e nel 2019 nasce il terzo figlio della coppia. A marzo 2022, Hartnett rivela che lui e la Egerton si sono sposati in segreto a novembre 2021.

## Filmografia

### Cinema
- La famiglia omicidi (Keeping Mum), regia di Niall Johnson (2005)
- In viaggio con Evie (Driving Lessons), regia di Jeremy Brock (2006)
- Eragon, regia di Stefen Fangmeier  (2006)
- Earthquake, regia di Ben Fogg - cortometraggio (2007)
- St. Trinian's, regia di Oliver Parker e Barnaby Thompson (2007)
- Knife Edge - In punta di lama (Knife Edge), regia di Anthony Hickox (2009)
- St.Trinian's 2 - La leggenda del tesoro segreto (St Trinian's 2 - The Legend of Fritton's Gold), regia di Oliver Parker e Barnaby Thompson (2009)
- 4.3.2.1., regia di Noel Clarke e Mark Davis (2010)
- Huge, regia di Ben Miller (2010)
- The Story of F***, regia di James Abadi (2010)
- Chalet Girl, regia di Phil Traill (2011)
- Il ricatto (Grand Piano), regia di Eugenio Mira (2013)
- Queen & Country, regia di John Boorman (2014)
- Scrivimi ancora (Love, Rosie), regia di Christian Ditter (2014)
- The Lovers, regia di Roland Joffé (2015)
- Grimsby - Attenti a quell'altro (The Brothers Grimsby), regia di Louis Leterrier (2016)
- Balance, Not Symmetry, regia di Jamie Adams (2019)
- Tell That to the Winter Sea, regia di Jaclyn Bethany (2024)

### Televisione
- Le nebbie di Avalon (The Mists of Avalon), regia di Uli Edel - miniserie TV (2001)
- Sir Gadabout, the Worst Knight in the Land – serie TV, 20 episodi (2002-2003)
- Napoléon – miniserie TV (2002) - Betsy Balcombe
- Hans Christian Andersen: My Life as a Fairy Tale, regia di Philip Saville - film TV (2003)
- Sherlock Holmes ed il caso della calza di seta (Sherlock Holmes and the Case of the Silk Stocking), regia di Simon Cellan Jones - film TV (2004)
- Mayo – serie TV, episodio 1x03 (2006)
- Testimoni silenziosi (Silent Witness) – serie TV, episodi 10x07-10x08 (2006)
- The Abbey, regia di Jonny Campbell - film TV (2007)
- Octavia, regia di Robin Shepperd - film TV (2009)
- Trial & Retribution – serie TV, episodio 12x01 (2009)
- Money – serie TV, episodio 1x01-1x02 (2010)
- Bookaboo – serie TV, episodio 2x09 (2010)
- Camelot – serie TV, 10 episodi (2011)
- Psychobitches - miniserie TV, episodio 1x04 (2013)
- Killing Jesus, regia di Christopher Menaul – film TV (2015)

## Doppiatrici italiane
Nelle versioni in italiano dei suoi film, Tamsin Egerton è stata doppiata da:
- Domitilla D'Amico: Scrivimi ancora, Il ricatto
- Maria Letizia Scifoni: La famiglia omicidi
- Letizia Ciampa: Le nebbie di Avalon
- Rachele Paolelli: Chalet Girl
- Alessia Amendola: Camelot
- Perla Liberatori in Killing Jesus